# 龙坝镇 (墨江县)
龙坝镇，是中华人民共和国云南省普洱市墨江哈尼族自治县下辖的一个乡镇级行政单位。
2012年12月28日，云南省人民政府批复同意撤销龙坝乡，设立龙坝镇。

## 行政区划
龙坝镇下辖以下地区：
石头村、勐里村、竜宾村、大乜多村、竜巴村、打东村、杩木村和曼婆村。